# Marc Dechevrens
Marc Dechevrens, né le 26 juillet 1845 à Thônex (Suisse) et décédé le 6 décembre 1923 à Saint-Sauveur (Jersey), était un prêtre jésuite et météorologiste suisse. 

## Biographie
Marc Dechevrens entre en 1864 chez les jésuites. Il étudie la philosophie de 1866 à 1869 au scolasticat de Laval. Après avoir enseigné la physique aux collèges de Vannes, et Vaugirard (1872-1873), il acquiert à la Sorbonne (et en autodidacte) des compétences en physique et météorologie. De 1873 à 1887, il dirige le Musée d'histoire naturelle et observatoire astronomique de Zikawei en Chine.
Spécialiste des typhons et du magnétisme terrestre, il crée un service météorologique centralisé en Chine. Il rentre en Europe pour raison de santé en 1887. Professeur de sciences naturelles à Saint-Hélier, il y fonde et dirige un observatoire avec service météo, 1888-1891. Il est à Constantinople de 1891 à 1893, puis reprend ses activités scientifiques à Jersey jusqu'à sa mort.